# Beatogordius echinatus
Beatogordius echinatus är en tagelmaskart som först beskrevs av Otto Friedrich Bernhard von Linstow 1901.  Beatogordius echinatus ingår i släktet Beatogordius och familjen Chordodidae. Inga underarter finns listade i Catalogue of Life.